# 浅野起州
浅野 起州（浅野起洲、あさの たつくに、1952年10月1日 - 2024年11月12日）は、日本の実業家。本名：浅野 金六（あさの きんろく）。

## 経歴
宮城県岩沼市出身。当初は地元で事業を行っていたものの行き詰ったことから、23歳の時に上京。朝は定食屋、昼は喫茶店、夜はキャバレーでレジ係として働いて資金を貯めて、数年後に新宿2丁目に第1号店を開店したとされる。
最盛期には新宿を含めて27店（新宿のみで24店）を構え、本屋・蕎麦屋・居酒屋などを運営していたものの、現在は約10店舗に集約されている。なお店舗の多くは転貸としており、I.W.A.JAPANに選手として在籍していたチョコボール向井が経営する店舗も浅野が転貸しているとの事である。浅野自身が運営する店舗としては「お食事処 花膳」が最も知られており、I.W.A.JAPANの記者会見場としても度々登場している。
また、過去には全日本プロレスや全日本女子プロレスの興行プロモーターとしての経験もあり、この関係もあってプロレスリング・ノア首脳との繋がりは深く、ノアで行われていた「のあのあくじ」も、在庫処分で儲かるからと浅野が勧めたものである。後にノアと友好団体であったZERO1の「ぜろぜろくじ」、元I.W.A.JAPANのさくらえみが旗揚げしたアイスリボンの「わらびくじ」など同様の企画が行われている。一方全女では経営危機に伴う選手大量離脱の際に、I.W.A.JAPAN所属の女子選手を助っ人として参戦させている。
I.W.A.JAPANとは当初後援者の内の1人という立場であったが、同団体の経営が迷走する中で1999年頃よりI.W.A.JAPANの代表取締役に就任、2000年2月にはプロレスラーとしてデビューしている。そのため週刊プロレスの選手名鑑でも選手と同様プロフィールが公開されている。I.W.A.JAPANはエンターテインメント色を打ち出した運営でマニア層からの支持を受け、小規模ながら新宿FACE等を会場として継続的に興行を実施。また、浅野自身も東京スポーツの毎週火曜日「ファイトクラブ」のコーナーで不定期に相談コラムを執筆する等、幅広く活動していた。
しかし、2014年2月に脳梗塞を発症。通院治療により症状は収まったものの、以後も体調面に不安を抱えていることから、2014年10月13日の新宿FACE大会をもって浅野は引退し、I.W.A.JAPANも活動を休止する方針となった。
長らく闘病を続け、2024年7月末に「花膳」を閉店。その後、10月5日に行われたトークショーで杖を突きながら久々に公の場に姿を見せ、クリスマスイベントの開催にも意欲を見せていた。しかし、約1か月後の11月13日、定期的に受けていた人工透析の予定日に姿を見せず、不審に思った関係者が東京都内の自宅を訪れたところ、ベッドで倒れていたところを発見され、死亡が確認された。72歳没。警察による司法解剖も行われたが、事件性はなく、前日の12日に病死したとされた。訃報は同月15日に各メディアの報道で明らかとなった。

## 備考
I.W.A.JAPANでは浅野自身が身体を張った「新宿2丁目劇場」が有名。「ファイアー攻撃」習得用に浅野が口に含んだ灯油を飲み干した騒動（1999年10月）やフレディー・クルーガーが浅野をバイクで轢き逃げした騒動（2000年2月）等、散々な目に遭っている。